# عبد القادر دكة
لاعب كرة قدم من سورية. بدأ ممارسة كرة القدم في نادي تشرين السوري، ولعب لفئاته العمرية في مركز مدافع (كرة قدم)، وانتقل عام 2007 إلى نادي الاتحاد السوري.

## وصلات خارجية
- عبد القادر دكة على موقع الاتحاد الدولي (مؤرشف)  (الإنجليزية)
- عبد القادر دكة على موقع ناشيونال فوتبول تيمز (الإنجليزية)
- عبد القادر دكة على موقع Soccerway.com (الإنجليزية)
- عبد القادر دكة على موقع عالم كرة القدم.نت (الإنجليزية)